# 労働手段
労働手段（ろうどうしゅだん）とは経済学用語の一つ。これは人間が労働を行うにおいて、人間が労働の対象に対して働きかけるために手段として利用するもののことを言う。道具や機械や建物や道路などが労働手段に当てはまる。
これはカール・マルクスの資本論によって定義された事柄である。マルクスによれば機械というのは労働手段には含まれていないということ。労働手段というのは人間と労働対象の間に存在する道具であり、この道具を利用するということで人間が労働を行っているということである。これに対して機械というのは、生産過程においては労働者と並ぶ存在であるということであり、機械を導入するということにより、人間が行っていた労働が代わりに機械によって行われるようになることがあるというところが、機械と労働手段の異なっているところということである。